# Ellis Hollins
Ellis Hollins es un actor británico, más conocido por interpretar a Tom Cunningham en la serie Hollyoaks.

## Carrera
El 31 de diciembre de 1999, como solo meses de edad, se unió a la  serie británica Hollyoaks donde interpreta a Thomas «Tom» Cunningham el medio hermano de Max, Dawn, Jude, Cindy Cunningham, Mandy Richardson y Lewis Richardson. En 2008 apareció en la serie derivada Hollyoaks Later también como Tom Cunningham.
En el 2012 interpretó al joven Hans Christian Andersen en el drama radiofónico The Beautiful Ugly.

## Filmografía

### Series de televisión
| Año             | Título          | Personaje      | Notas                                                         |
| --------------- | --------------- | -------------- | ------------------------------------------------------------- |
| 1999 - presente | Hollyoaks       | Tom Cunningham | 528 episodios                                                 |
| 2014            | Tom's Life      | Tom Cunningham | 6 episodios                                                   |
| 2012            | Little Crakers  | Joven Jason    | episodio "Jason Manford's Little Cracker: A Tender Christmas" |
| 2008            | Hollyoaks Later | Tom Cunningham | 4 episodios                                                   |

### Películas
| Año  | Título     | Personaje    | Notas                                                               |
| ---- | ---------- | ------------ | ------------------------------------------------------------------- |
| 2006 | Alpha Male | Nathan Lamis | junto a Jennifer Ehle, Patrick Baladi, Amelia Warner y Danny Huston |

## Premios y nominaciones
| Año  | Categoría                                               | Premio             | Serie     | Resultado |
| ---- | ------------------------------------------------------- | ------------------ | --------- | --------- |
| 2014 | Best Young Performance                                  | British Soap Award | Hollyoaks | Ganador   |
| 2013 | Best Young Actor                                        | Inside Soap Award  | Hollyoaks | Nominado  |
| 2013 | Best Young Performance                                  | British Soap Award | Hollyoaks | Nominado  |
| 2012 | Best Young Actor                                        | Inside Soap Award  | Hollyoaks | Nominado  |
| 2011 | Best Young Performance                                  | British Soap Award | Hollyoaks | Nominado  |
| 2009 | Best Dramatic Performance from a Young Actor or Actress | British Soap Award | Hollyoaks | Nominado  |
| 2008 | Best Young Actor                                        | Digital Soap Award | Hollyoaks | Ganador   |
| 2008 | Best Dramatic Performance from a Young Actor or Actress | British Soap Award | Hollyoaks | Nominado  |
| 2007 | Best Dramatic Performance from a Young Actor or Actress | British Soap Award | Hollyoaks | Nominado  |
| 2006 | Best Dramatic Performance from a Young Actor or Actress | British Soap Award | Hollyoaks | Ganador   |